# Phyllis Morris
Phyllis Morris (* 18. Juli 1894 in London; † 9. Februar 1982 ebenda) war eine britische Schauspielerin.

## Leben
Phyllis Morris, die das Cheltenham Ladies College besuchte und mehrere Jahre lang in kleinen Rollen auf der Theaterbühne auftrat, stand 1934 erstmals vor der Filmkamera und spielte fortan in zahlreichen britischen Produktionen. In Alfred Hitchcocks Die 39 Stufen (1935) war sie in einer kleinen Nebenrolle zu sehen. So auch in Sam Woods Lehrerdrama Auf Wiedersehen, Mr. Chips, in dem Robert Donat und Greer Garson die Hauptrollen spielten. Es folgten kleine Auftritte in Leben und Sterben des Colonel Blimp (1943) und Hitchcocks Der Fall Paradin (1947). 
Zumeist war Morris als unscheinbare Frau oder ältliches Dienstmädchen zu sehen, wie in Die unvollkommene Dame (1948) mit Garson in der Titelrolle. In Das Schicksal der Irene Forsyte (1949) basierend auf John Galsworthys Romanvorlage Die Forsyte-Saga spielte sie erneut an der Seite von Garson eine Angehörige der Forsytes. In Jean Negulescos Drei kehrten heim (1950) war sie als Schwester Rose zu sehen. Während der 1950er und 1960er Jahre hatte sie bisweilen Gastauftritte in Fernsehserien, wie The Lone Ranger (1950) und Mystery and Imagination (1968). Ende der 1960er Jahre zog sie sich aus dem Filmgeschäft zurück. Sie starb in Denville Hall, einem Seniorenheim für Filmschaffende in Northwood, London.

## Filmografie (Auswahl)
- 1934: The Life of the Party
- 1935: Die 39 Stufen (The 39 Steps)
- 1938: Prison Without Bars
- 1939: Auf Wiedersehen, Mr. Chips (Goodbye, Mr. Chips)
- 1939: Verstrickung (On the Night of the Fire)
- 1940: Salvage with a Smile
- 1943: Leben und Sterben des Colonel Blimp (The Life and the Death of Colonel Blimp)
- 1943: The Adventures of Tartu
- 1947: Der Fall Paradin (The Paradine Case)
- 1948: Die unvollkommene Dame (Julia Misbehaves)
- 1948: Lassies Heimat (Hills of Home)
- 1949: The Secret of St. Ives
- 1949: Wenn meine Frau das wüßte (Everybody Does It)
- 1949: Das Schicksal der Irene Forsyte (That Forsyte Woman)
- 1950: Drei kehrten heim (Three Came Home)
- 1950: Blutrache in New York (Black Hand)
- 1950: Wilde Jahre in Lawrenceville (The Happy Years)
- 1950: The Lone Ranger (TV-Serie, eine Folge)
- 1951: Königliche Hochzeit (Royal Wedding)
- 1951: Kind Lady
- 1951: Das zweite Gesicht des Dr. Jekyll (The Son of Dr. Jekyll)
- 1952: Treffpunkt Moskau (Top Secret)
- 1952: Mandy
- 1958: Kinder der Straße (Violent Playground)
- 1959: Der Teufelsschüler (The Devil’s Disciple)
- 1968: Mystery and Imagination (TV-Serie, eine Folge)